# Ägyptisches Olympisches Komitee
Das  Ägyptische Olympische Komitee  (arabisch اللجنة الأولمبية المصرية, DMG al-Laǧna al-ūlimbiyya al-miṣriyya, IOC-Code: EOC) ist das Nationale Olympische Komitee Ägyptens.

## Geschichte
Das Ägyptische Olympische Komitee wurde während des Khedivats von Ägypten am 13. Juni 1910 in Alexandria von Angelo Bolanaki gegründet, dem ersten ägyptischen Athleten, der an internationalen Sportwettkämpfen außerhalb des Landes teilnahm. Ägypten nahm erstmals 1912 mit einem Fechter an den Olympischen Spielen in Stockholm teil. Ägypten war das 14. Land, das dem IOC beitrat.